# 新聞常用漢字表
新聞常用漢字表（しんぶんじょうようかんじひょう）は、日本新聞協会新聞用語懇談会がまとめた漢字表で、新聞記事などで使用する漢字の字種とその音訓を示す。『新聞用語集』（日本新聞協会）が掲載する新聞表記の基準の一つ。
2022年に日本新聞協会が刊行した『新聞用語集』2022年版の「新聞常用漢字表」では、2010年に告示された改定「常用漢字表」の2136字から7字（虞・且・遵・但・朕・附・又）を除いた2129字に常用漢字表外字8字（磯・絆・哨・疹・胚・炒・栗・淵）を加え2137字の使用を認めている。
日本国内の新聞・通信・放送各社は、原則としてこの表に準拠して漢字を使用する。この表を基に若干の増減を加え自社独自の基準を定めることもある。
本項では、2007年に「新聞常用漢字表」と名付けられるより前に新聞用語懇談会が示した漢字表や漢字使用基準のほか、市販されている報道各社の用字用語手引書が掲載する漢字表などについても扱う。

## 表外字・表外音訓を使用する場合
新聞常用漢字表の表外字・表外音訓を含む語は『新聞用語集』の「用字用語集」に掲げる言い換え・書き換えを活用し、書き換え・言い換え・表現の工夫が困難な場合、読み仮名を付けて使用することができるとされる。「用字用語集」で、表外字・表外音訓を含む語にルビが付く場合、読み仮名を付けて使う。『新聞用語集』2007年版は、以下の場合については例外として表外字・表外音訓を使ってよいとする。
- 固有名詞や次に示すような特殊な語。
  - 栄典、称号、官職名およびこれに類するもの。
  - 文学作品、美術品、古典芸能関係、国宝・重要文化財などの名称。
  - テレビ・ラジオのドラマ、映画、演劇、歌謡曲などの題名。
  - 学術上の用語その他で言い換え、書き換えが困難なため、新聞用語懇談会で使用を認めたもの。

## 当用漢字時代
1946年11月16日に1850字から成る当用漢字表が告示された。「法令・公用文書・新聞・雑誌および一般社会で、使用する漢字の範囲を示し」、「漢字の制限があまり無理がなく行われることをめやすとして選んだもの」とされる（当用漢字表まえがき）。新聞界では、『毎日新聞』が12月1日に、『朝日新聞』が1947年1月1日に実施したほか、「現代かなづかい」とともにだいたい1947年から実施した。漢字制限の結果、文選植字の能率は向上したが、使用が制限された当用漢字表外字を含む語への対応が各紙で不統一になるなど紙面に混乱が見られたと評された。
国語審議会には新聞社から委員が参加していたが、新聞界独自に統一見解をまとめるために協議する場が必要であるとの要望から、1953年2月に日本新聞協会で新聞用語懇談会が開かれた。その場で定期的に会合を開くこととなり、協会内の編集委員会下部に常設される組織として位置付けられた。当初この懇談会の最も主要なテーマとなったのは、当用漢字表の補正に関する問題で、次いで当用漢字表外字を含む語の言い換え・書き換えの問題、同一音訓異字同義語の表記統一であった。これらの言い換え・書き換えは、できるだけ合理的であるべきで、全国の新聞が一致して使用しなければ国語の混乱を来すという問題意識があった。新聞用語懇談会によるこれらの検討は『新聞用語言いかえ集』（1955年）、『統一用語集』（1956年）にまとめられ、『新聞用語集』に引き継がれていく。

### 当用漢字補正案
1954年3月15日、国語審議会は新聞界の要望を基に、28字を削除し28字を追加し2字に音訓を追加、1字の字体を変更するという内容の「当用漢字表審議報告」をまとめた。将来当用漢字を正式に見直す際の参考資料、補正案の報告と位置付けられたが、文芸界や教育界・法曹界の反対にあった。このため正式な答申や内閣告示には至らず、公用文や教科書などの漢字使用には影響しなかった。新聞界ではこれを「当用漢字補正案」と呼び、4月からその内容を紙面に反映させた。1955年の『新聞用語言いかえ集』やその後身に当たる『新聞用語集』は1956年10月の初版以降、常用漢字表告示による当用漢字表廃止まで、この補正案の内容を加味した漢字表を収録する。
追加28字
亭（テイ） 俸（ホウ） 偵（テイ） 僕（ボク） 厄（ヤク） 堀（ほり） 壌（ジョウ） 宵（ショウ・よい） 尚（ショウ） 戻（もどす） 披（ヒ） 挑（チョウ） 据（すえる） 朴（ボク） 杉（すぎ） 桟（サン） 殻（カク・から） 汁（ジュウ・しる） 泥（デイ・どろ） 洪（コウ） 涯（ガイ） 渦（カ・うず） 溪（ケイ） 矯（キョウ） 酌（シャク） 釣（つり） 斉（セイ） 竜（リュウ）
削除28字
謁 虞 箇 且 遵 但 脹 朕 附 又 濫 丹 劾 唐 嚇 堪 奴 寡 悦 煩 爵 罷 迅 逓 錬 隷 頒 璽
音訓追加・字体変更
個（カ） 燈→灯（ひ）
また、「仏」の表外音「フツ」は当用漢字補正案でも追加されなかったが、新聞ではフランスの略称としての用法に限って振り仮名なしで使用可となった。

### 当用漢字見直しの動き
第7期国語審議会は当用漢字表の再検討に着手し、1964年9月に文部省は日本新聞協会に対し、新聞界としての意見と資料の提出を求めた。新聞用語懇談会による検討を経て新聞協会は翌年1月、
- 字種の大幅増減は好ましくない
- 音訓表の合理的改定が望ましい
- 字体をさらに簡略化することを希望する

という趣旨の意見書を出した。続いて4月には具体的な字種について、稼・溝・肢・塾・哨・甚・仙・腺・曹・槽・棟・洞・覇・唄・泡の15字の追加を希望し、壱・芋・恭・嗣・畝・弐の6字は削除してよいとする参考資料を提出した。国語審議会は12月の最終総会で、第一部会報告として、当用漢字表から31字を削り、47字を追加、1字の字体を修正する試案を発表した。新聞協会の削除候補4字と追加希望11字が採用された形となった。次の第8期国語審議会では、この試案にとらわれずに当用漢字などの諸問題について審議するとして原則論に終始し、試案は棚上げされた。漢字表の字種については、第11期国語審議会が新たな漢字表を作る方針を打ち出したことを受け、以降の審議会で検討作業が進むことになる。

### 17字の復活と8字の追加
内閣が1973年6月に改定「当用漢字音訓表」と改定「送り仮名の付け方」を告示したのを機会に、新聞用語懇談会は「社会一般の慣用度が高く、適切な言い換え、書き換えがない」として、従来使用してこなかった以下の漢字の使用を認めた。これにより新聞が使用する漢字の字種は1875字になった。
新聞で削除していた当用漢字のうち再び採用した字（「補正」削除から“復活”）17字
丹 劾 唐 嚇 堪 奴 寡 悦 煩 爵 璽 罷 迅 逓 錬 隷 頒
当用漢字表外字8字
稼（カ） 溝（コウ） 塾（ジュク） 曹（ソウ） 塚（つか） 棟（トウ・むね） 洞（ドウ） 覇（ハ）
この他にイタリアの略称としての用法に限って「伊」も使用可となった。ただしこの前後に日本新聞協会が発行した『新・用字用語集』（1972年）や『改定版 新聞用語集』（1976年）が掲載する漢字表は、当用漢字表外漢字8字の追加を盛り込んでいない。復活17字については『改定版 新聞用語集』の改定当用漢字音訓表に反映されている。
表外字の追加については『朝日新聞』1980年10月26日朝刊5面「読者と朝日新聞」欄、『日常語診断3』17ページ、『日常語診断4』20ページ（前掲1980年10月26日「読者と朝日新聞」欄要旨と1981年9月20日付同欄全文を再録したコラム「たいくつ帳 当用漢字と常用漢字と朝日新聞」）が説明している。『新・記者ハンドブック : 用字用語の正しい知識』（共同通信社、1973年）の「新聞当用漢字」も同様の追加を施している。
この時点で「稼」について「かせ-ぐ」の訓を朝日は認めているが、共同は認めていない。

## 1981年の常用漢字表告示から2010年改定まで
1981年10月1日に1945字から成る常用漢字表が告示された。新規に追加された95字の中には、「当用漢字補正案」が示した追加候補28字と、1970年代に新聞が新たに使い始めた当用漢字表外字8字が含まれる。補正案の通り「燈」の字体を「灯」に改めた。他の当用漢字全文字を引き続き収録し、削除された字はなかった。新聞用語懇談会は、常用漢字表外字6字を追加して使用することとした。これは、新聞協会が常用漢字表に追加を希望していた漢字のうち、字数に制限があるなどのため採用されなかったものである。補正案が削除候補とした28字のうち1970年代に“復活”しなかった11字について、引き続き使用しないこととした。使用頻度が低い（謁・朕）、同音字で書き換えられる（箇・遵・脹・附・濫）、仮名書きが一般的（虞・且・但・又）といった理由による。これにより新聞紙上で使用できるとされた漢字の字種は1940字となる。同年9月の『新聞用語集』ではこの増減を施した漢字表を「常用漢字表（新聞用語懇談会が使用することを決めた字種と字音を含む）」として掲げた。このほか特例として表外字を含むものの読み仮名なしで使用できる12語（「華僑」「歌舞伎」「小唄」「鍾乳洞」「浄瑠璃」「枢機卿」「関脇」「箏曲」「長唄」「端唄」「琵琶」「弥生（式）」）を掲載した。
追加6字
亀（キ・かめ） 舷（ゲン） 痕（コン） 挫（ザ） 哨（ショウ） 狙（ソ・ねら-う）
不使用11字
謁 虞 箇 且 遵 但 脹 朕 附 又 濫
字音追加
個（カ）
1993年春、それまで新聞が独自に使ってきた代用表記（「新聞代用字」）のうち定着しなかったもの（斑点を「班点」、檀家を「壇家」とする）や、交ぜ書き表記のうち特に読みにくいもの（拉致を「ら致」、拿捕を「だ捕」とする）が廃止となり、以降同様の動きが続く。これらは本来の漢字に読み仮名を付けて表記することになった。これに先行して朝日新聞社は1989年9月、独自の判断で冤・腫・腎・竪・拉の5字を「朝日新聞漢字表」に追加している。
1999年になると、常用漢字表が実情に合わなくなってきたという認識から、新聞用語懇談会が常用漢字並みに扱う表外字の選定作業を始める。非公式な打診に対して文化庁が当面常用漢字表を見直す予定はないと回答したことから、新聞界が各社アンケートや『漢字出現頻度数調査』（文化庁文化部国語課編）を参考に独自に選定をすることとなった。2001年秋に表外字39字と表外訓12種を新たに認めた。併せて「一揆」「元旦」「拉致」など24語を特例として読み仮名なしで使用することとし、翌春までの間に各社が新漢字表を実施した。
追加39字
磯（いそ） 牙（ガ・ゲ・きば） 瓦（ガ・かわら） 鶴（カク・つる） 釜（かま） 玩（ガン） 臼（キュウ・うす） 脇（キョウ・わき） 錦（キン・にしき） 駒（ク・こま） 詣（ケイ・もう-でる） 拳（ケン・こぶし） 鍵（ケン・かぎ） 虎（コ・とら） 虹（コウ・にじ） 柿（シ・かき） 餌（ジ・え・えさ） 腫（シュ・は-れる・は-らす） 袖（シュウ・そで） 尻（しり） 腎（ジン） 須（ス） 腺（セン） 曽・曾（ソウ・ソ） 誰（だれ） 酎（チュウ） 賭（ト・か-ける） 瞳（ドウ・ひとみ） 頓（トン） 丼（どんぶり・どん） 謎（なぞ） 鍋（なべ） 汎（ハン） 斑（ハン） 枕（まくら） 闇（やみ） 妖（ヨウ） 嵐（ラン・あらし） 呂（ロ）
字訓追加
証（あか-す） 癒（い-える、い-やす） 粋（いき） 描（か-く） 要（かなめ） 応（こた-える） 旬（しゅん） 鶏（とり） 放（ほう-る） 館（やかた） 委（ゆだ-ねる）
2004年には、柵・芯の単漢字2字について読み仮名を付けずに使用できることとした。この2字は、常用漢字の見直しが近いということで使用字種の追加という形ではなく「用字用語集」に特例として追加する形となった。
『新聞用語集』2007年版で初めて漢字表に「新聞常用漢字表」という名が付いた。時事通信社が1981年に発行した『記事スタイルブック : 記者のための新用字用語集』やその後継となる『最新用字用語ブック』では、『新聞用語集』に先立って「新聞常用漢字表」の名称を使っている。『新聞用語集』2007年版の漢字表では、新聞用語懇談会が使用を認めた表外字45字を常用漢字表の1945字に加えた1990字を示している。常用漢字表のうち、新聞用語懇談会が使用しないとした11字が不使用のままであるため、この時点で使用できる漢字の字種は1979字となる。このほかに、言い換え・書き換えが困難であるという理由で、特例として読み仮名を付けずに使用できる表外字を含む「一揆」「旺盛」「元旦」「斬新」「獅子」「庄屋」「僧侶」「戴冠・戴帽（式）」「奈落」「伴侶」「蜂起」「捕捉」「馬子唄」「蜜月」「冥王星」「冥土」「冥福」「拉致」などの語を「用字用語集」に掲げている。

## 常用漢字表改定後
2010年に改定常用漢字表が答申・告示された。新たに196字が追加され、5字が削除された。従来、新聞用語懇談会が使用を認めていた常用漢字表外字45字のうち、磯・哨を除く43字が新たに常用漢字となった。2004年以降特例として読み仮名なしで使用できた柵・芯も常用漢字に加わった。日本新聞協会は、同年11月、改定常用漢字表で新たに追加された字種・音訓の扱いやこれに伴う変更点を示す『2010年「改定常用漢字表」対応 新聞用語集 追補版』を発行した。
新聞用語懇談会が使用しないとしてきた11字のうち、謁・箇・濫の3字については使用可とした（ただし「箇」は「箇所」「箇条（書き）」の助数詞でない用法に限定し、「濫」は「氾濫」に限定している。また「謁」「濫」には読み仮名を付けることとした社がある）。「脹」は常用漢字表から削除され、残りの7字は引き続き使用しないこととなった。「箇」を使用することにしたことに伴い、従来「個」に「カ」の音を追加していたのを取りやめた。このほか新聞用語懇談会が2001年以降使用を認めていた「鶴（カク）」「脇（キョウ）」「柿（シ）」「嵐（ラン）」について、字そのものは常用漢字表に入ったが、訓読みだけが認められ音読みは表外音となったため、新聞常用漢字表から音読みが削除された。必要な場合は読み仮名をつけて使用する。
新聞常用漢字表により使用できるとされた漢字の字種は、改定常用漢字表の2136字から7字を除いた2129字に表外字5字を加えた2134字となった。
追加5字
磯（いそ） 絆（きずな） 哨（ショウ） 疹（シン） 胚（ハイ）
不使用7字
虞 且 遵 但 朕 附 又
音訓追加
証（あか-す） 鶏（とり） 虹（コウ）
改定常用漢字表で削除された「銑」を含む「銑鉄」は、特例扱いで引き続き読み仮名なしで使用できることとなった。他に「用字用語集」で新たに特例扱いとされた語に「貫禄」「肛門」「蘇生」「挽回」がある。
改定常用漢字表で追加された「駒」には訓読み「こま」しかないが、慣用表記として「産駒（サンク）」を認め、付表に記載された。付表にあった「垣間見る」「神無月」「生粋」「目配せ」は音韻の変化と判断して、付表には記載されなくなった。
改定常用漢字表に新たに追加された字種・音訓は、この時点ではまだ学校で教育されていない。新聞用語懇談会が難読（または仮名書きが定着している）と判断した表内字・表内音訓を含む語には、当分の間読み仮名を付けるとしたもの（例：「隠蔽（いんぺい）」「毀損（きそん）」）と、漢字・仮名書きを併記したもの（例：「曖昧・あいまい」「鬱・うつ」）とがあり、「用字用語集」に示されている。新聞協会が独自に実施した大学生を中心にした読み調査と、日本放送協会放送文化研究所による高校生を対象とした同種調査の正解率を根拠としている。
その後、2022年3月まで日本新聞協会は『新聞用語集』の新たな改訂版・追補版を刊行していないが、2020年9月に電子版として発行された『毎日新聞用語集』2020年版は「新聞協会が独自に使用を決めた漢字」として前述の5字に加えて3字（炒・栗・淵）を示した。
2022年3月、『新聞用語集』2022年版が刊行された。この版が掲載する新聞常用漢字表は従来の5字種に加え、新たに3字種を追加した。これにより新聞常用漢字表が示す使用可能な漢字は2137字となった。
追加3字
炒（いた-める） 栗（くり） 淵（ふち）

### 各社の使用字種の異同
常用漢字表改定後に市販された各社の用字用語手引書により、2010年時点の新聞常用漢字表との異同が確認できるものを挙げる。朝日新聞については、常用漢字表との異同を掲げた。太字は『毎日新聞用語集』2020年版が「新聞協会が独自に使用を決めた漢字」として掲げ、『新聞用語集』2022年版で新たに新聞常用漢字表に加えられた字種（3字）を示す。
共同通信社『記者ハンドブック : 新聞用字用語集』第14版「漢字表」
2010年時点の新聞常用漢字表に「炒（いた-める）」「栗（くり）」「淵（ふち）」3字を追加（2022年版新聞常用漢字表と一致）。
時事通信社『最新用字用語ブック』第7版「新聞常用漢字表」
新聞用語懇談会の2010年時点のものと同じ。なお第6版の「用字用語集」で「炒（いた-める）」を読み仮名なしで使用できる特例扱いとし、第7版に「栗（くり）」「淵（ふち）」を追加した。これにより時事通信社の使用する漢字の字種は、新聞用語懇談会による2022年版新聞常用漢字表と実質上一致する。
朝日新聞社『朝日新聞の用語の手引 改訂新版』（2019年）「朝日新聞漢字表」
追加（改定常用漢字表に19字追加。2010年新聞常用漢字表の追加5字のうち「胚」は朝日新聞漢字表には含まれない。2022年追加3字はいずれも含まれる。従来「冤（エン）」を独自に追加していたが、常用漢字表改定を機に表内字扱いを取りやめた）
- 磯（いそ）炒（いた-める） 笠（かさ） 絆（きずな） 杭（くい） 釘（くぎ） 栗（くり） 捧（ささ-げる） 獅（シ） 哨（ショウ）疹（シン） 蘇（ソ） 竪（たて） 杖（つえ） 辻（つじ） 淵（ふち） 扮（フン） 牢（ロウ） 禄（ロク）

追加する字訓（新聞常用漢字表の追加音訓のうち「虹」の字音「コウ」は朝日新聞漢字表には追加されない。この部分に限り強調部は新聞常用漢字表の追加字訓）
- 懐（なつ-こい） 近（ちか-しい） 空（むな-しい） 経（た-つ） 鶏（とり） 巧（たく-む） 失（う-せる） 証（あか-す） 潜（ひそ-める） 発（た-つ） 絡（から-げる）

表外字として扱う常用漢字66字（新聞常用漢字表が使わないとした7字を全て含む。「謁」「濫」は引き続き表外字扱い）
- 挨 曖 畏 彙 咽 鬱 畝 謁 艶 虞 苛 劾 蓋 顎 且 毀 僅 憬 梗 喉 傲 刹 拶 恣 摯 璽 羞 遵 凄 脊 羨 詮 箋 塑 遡 唾 堆 戴 但 綻 緻 嫡 捗 朕 椎 塡 貪 氾 汎 罷 膝 肘 附 訃 蔽 貌 昧 又 冶 瘍 沃 辣 濫 慄 弄 麓

表外音訓として扱う38字の41音訓
- 嘲（あざけ-る） 怨（エン） 牙（ガ） 瓦（ガ） 潰（カイ） 嗅（キュウ） 錦（キン） 詣（ケイ） 隙（ゲキ） 繭（ケン） 塞（サイ、ソク） 蔑（さげす-む） 賜（シ） 餌（ジ） 𠮟（シツ） 袖（シュウ） 宵（ショウ） 憧（ショウ） 拭（ショク） 痩（ソウ） 貼（チョウ） 拙（つたな-い） 諦（テイ） 溺（デキ） 萎（な-える） 妬（ねた-む） 罵（ののし-る） 剝（ハク） 眉（ビ、ミ） 餅（ヘイ） 詔（みことのり） 陵（みささぎ） 淫（みだ-ら） 冥（ミョウ） 湧（ユウ） 窯（ヨウ） 藍（ラン） 籠（ロウ、こ-もる）

読売新聞社『読売新聞用字用語の手引』第6版「常用漢字表［新聞協会新聞用語懇談会および本社が使用を決めた字種、音訓を含む］」
新聞常用漢字表に「卿（キョウ、ケイ）」「栗（くり）」「淵（ふち）」3字を追加（2022年版新聞常用漢字表追加字種のうち「炒」は追加されない。用字用語集でも「炒める」は表外字扱いであり、仮名書きすることとされる）。
日本放送協会『NHK漢字表記辞典』「常用漢字一覧」「NHKが独自に使うことを決めた漢字と音訓」
新聞常用漢字表に「鵜（う）」「炒（いた-める）」「肛（コウ）」「諜（チョウ）」「挽（バン）」「禄（ロク）」の6字を追加。
毎日新聞社『毎日新聞用語集』2020年版（電子版）「毎日漢字表」「毎日漢字音訓表」
新聞協会が独自に使用を決めた漢字として、2010年の新聞常用漢字表にある5字のほか「炒（いた-める）」「栗（くり）」「淵（ふち）」3字を掲げる。
毎日新聞が独自に使用することにした単漢字として「蘇（ソ）」「呆（ホウ）」2字を掲げる。
2010年の新聞常用漢字表に「降（くだ-す、くだ-る）」「還（かえ-す、かえ-る）」の4訓を追加。

## 参考資料
- 新聞用語懇談会編『新聞用語集』2022年版 日本新聞協会、2022年 ISBN 978-4-88929-090-5
- 新聞用語懇談会編『2010年「改定常用漢字表」対応 新聞用語集 追補版』日本新聞協会、2010年
- 新聞用語懇談会編『新聞用語集』2007年版 日本新聞協会、2007年 他各版
- 日本新聞協会編集『日本新聞協会四十年史』日本新聞協会、1986年
- 日本新聞協会編集『日本新聞協会三十年史』日本新聞協会、1976年
- 日本新聞協会編集『日本新聞協会二十年史』日本新聞協会、1966年
- 日本新聞協会編集『日本新聞協会十年史』日本新聞協会、1956年
- 朝日新聞社用語幹事編『朝日新聞の用語の手引』改訂新版 朝日新聞出版、2019年 ISBN 978-4-02-228917-9
- 朝日新聞社用語幹事編『朝日新聞の用語の手びき』朝日新聞社、1981年 ISBN 4-02-258086-0
- 朝日新聞社用語幹事編『日常語診断3』朝日新聞社（朝日ブックレット：7）、1983年
- 朝日新聞社用語幹事編『日常語診断4』朝日新聞社（朝日ブックレット：12）、1983年
- 共同通信社編著『記者ハンドブック : 新聞用字用語集』第14版、共同通信社、2022年 ISBN 978-4-7641-0733-5
- 共同通信社編著『新・記者ハンドブック : 用字用語の正しい知識』改定新版、共同通信社、1973年
- 時事通信社編著『最新用字用語ブック』第7版、時事通信社、2016年 ISBN 9784788714502
- NHK放送文化研究所編『NHK漢字表記辞典』NHK出版、2011年 ISBN 9784140112991
- 毎日新聞社編『毎日新聞用語集』2020年版（電子版=Kindle本） 毎日新聞社、2020年
- 読売新聞社編著『読売新聞用字用語の手引』第6版、中央公論新社、2020年 ISBN 9784120052910
- 文化審議会 第11回国語分科会漢字小委員会 議事録 配布資料：金武伸弥「新聞表記の現状と制定経緯 -常用漢字表との異同を中心に-」
- 金武伸弥著『新聞と現代日本語』文藝春秋（文春新書：366）、2004年 ISBN 4-16-660366-3